# Setge de Nicomèdia
Des de 1299, la creació del nou estat turc dels otomans havia estat lenta però segura, amb la captura dels territoris dels romans d'Orient. La pèrdua de Nicea va ser el començament d'una sèrie d'expansions otomanes que van conduir a la dissolució final de l'Imperi Romà d'Orient i la dispersió dels seus estats grecs successors.

## Antecedents
El regnat d'Andrònic III Paleòleg fou l'últim intent genuí i prometedor de l'Imperi Romà d'Orient de restaurar "la glòria que va ser Roma". El 1329, les tropes romanes d'Orient van ser enviades per trobar-se amb les forces otomanes que havien estat bloquejant, i de fet assetjant Nicea des de 1301. La Campanya de la Gran Companyia Catalana a Anatòlia i les defenses de Nicea havien frustrat els intents dels otomans de prendre qualsevol ciutat, però després que l'exèrcit de socors romà d'Orient va ser derrotat en la batalla de Pelecà el 10 de juny de 1329, l'any 1331, Nicea es va rendir, suposant un cop massiu tenint en compte que era la capital de l'Imperi 70 anys abans. Després de la derrota bizantina de Nicea el 1331, la pèrdua de Nicomèdia era només qüestió de temps per als romans d'Orient.

## El setge
L'emperador romà d'Orient va intentar subornar al líder otomà Orhan, però el 1337, Nicomèdia va ser atacada i va caure en mans otomanes. L'Imperi Romà d'Orient no es va recuperar d'aquesta derrota; l'últim bastió de Bizanci a Anatòlia havia caigut.

## Conseqüències
Després de la pèrdua de Nicomèdia, la situació de l'Imperi Romà d'Orient va esdevenir insostenible. A diferència de l'imperi durant el 1096, l'imperi ara tenia molt poca terra, excepte unes poques ciutats en el Peloponès. Amb els seus veïns serbis i hongaresos pressionant contra les seves fronteres de l'oest i els otomans desmantellant el seu domini a l'est, l'àguila bicèfala de Constantinoble ara veia veritablement el mateix perill vers les dues direccions.